# João da Barroca
João da Barroca, também dito Frei João da Barroca (? - 1400) foi um santo português do século XIV.

## Biografia
João da Barroca foi um penitente que se emparedou (processo no qual homens ou mulheres, por devoção, se fechavam num cubículo, tapado por pedra e cal, tendo apenas um orifício para receber alimentos) em Lisboa. Devido à sua fama na cidade, foi procurado pelo Mestre de Avis, que, após o levantamento popular a seu favor, receava um ataque castelhano, e estava a pensar em refugiar-se em Inglaterra. João da Barroca ter-lhe-á dito que devia ficar, pois Deus estava do seu lado.
Conta-se que terá vindo de Jerusalém, aonde também tinha vivido emparedado, e tinha vindo para Lisboa em virtude de uma revelação que tinha tido.